# Historicisme (filosofi)
 Ikke at forveksle med Historicisme (arkitektur).
 For alternative betydninger, se Historicisme (flertydig). (Se også artikler, som begynder med Historicisme)
Historicisme betegner en doktrinær tro på historiens lovmæssige udvikling. Begrebet blev i denne betydning først introduceret af filosoffen Karl R. Popper i bogen The Poverty of Historicism fra 1957 og det slog umiddelbart rod i den vestlige samfundsdebat under den kolde krig. Herder og Hegel var forløbere til historicisme. De hævdede, at individet ikke levede isoleret, men at udtryk præsenteres i en sammenhæng og derfor må ses i et historisk og åndeligt lys.[kilde mangler] Ligeledes hævdede også Edmund Burke, at mennesket gjorde bedst i at leve i overensstemmelse med traditioner.
Popper angreb Hegel, Engels, Marx og andre samfundsfilosoffer, som hævdede, at der findes uomgængelige historiske lovmæssigheder, som gør det muligt at forudsige historiens gang. Popper hævdede, at sådanne lovmæssigheder ikke kan eksistere. Han hævdede, at historien ikke gentager sig, men at betingelserne for hver tids samfundsudvikling er særegne for netop deres tid. Dette synspunkt er senere blevet kendt som historisme Han mente også, at politisk handling, som var inspireret af troen på sådanne lovmæssigheder, fornægtede menneskets handlefrihed – alle forestillinger om en historisk nødvendighed indebar for Popper en holistisk og deterministisk samfundsanalyse, som åbnede for en retfærdiggørelse af totalitære ideologier. Historicismen er dermed ikke bare forkert, den er ifølge Popper i sin yderste konsekvens totalitær. Popper sigtede hermed især til samfundsudviklingen i henholdsvis Sovjetunionen og det nazistiske Tyskland, som – ifølge ham – netop hvilede på historicistiske idéer. Popper fortrængte et ældre, helt anderledes begreb (Historisismus eller Historizismus), som betonede kontekstualisering i historisk og samfundsvidenskabelig forskning.